# OR11H6
OR11H6 (англ. Olfactory receptor family 11 subfamily H member 6) – білок, який кодується однойменним геном, розташованим у людей на короткому плечі 14-ї хромосоми. Довжина поліпептидного ланцюга білка становить 330 амінокислот, а молекулярна маса — 36 788.
| 10         |  | 20         |  | 30         |  | 40         |  | 50         |
| ---------- |  | ---------- |  | ---------- |  | ---------- |  | ---------- |
| MFFIIHSLVT |  | SVFLTALGPQ |  | NRTMHFVTEF |  | VLLGFHGQRE |  | MQSCFFSFIL |
| VLYLLTLLGN |  | GAIVCAVKLD |  | RRLHTPMYIL |  | LGNFAFLEIW |  | YISSTVPNML |
| VNILSEIKTI |  | SFSGCFLQFY |  | FFFSLGTTEC |  | FFLSVMAYDR |  | YLAICRPLHY |
| PSIMTGKFCI |  | ILVCVCWVGG |  | FLCYPVPIVL |  | ISQLPFCGPN |  | IIDHLVCDPG |
| PLFALACISA |  | PSTELICYTF |  | NSMIIFGPFL |  | SILGSYTLVI |  | RAVLCIPSGA |
| GRTKAFSTCG |  | SHLMVVSLFY |  | GTLMVMYVSP |  | TSGNPAGMQK |  | IITLVYTAMT |
| PFLNPLIYSL |  | RNKDMKDALK |  | RVLGLTVSQN |  |            |  |            |

A: Аланін

C: Цистеїн

D: Аспарагінова кислота

E: Глутамінова кислота

F: Фенілаланін

G: Гліцин

H: Гістидин

I: Ізолейцин

K: Лізин

L: Лейцин

M: Метіонін

N: Аспарагін

P: Пролін

Q: Глутамін

R: Аргінін

S: Серин

T: Треонін

V: Валін

W: Триптофан

Кодований геном білок за функціями належить до рецепторів, g-білокспряжених рецепторів, білків внутрішньоклітинного сигналінгу. 
Локалізований у клітинній мембрані, мембрані.